# Un meurtre sera commis le... (téléfilm, 2005)
 (novembre 2022).
La mise en forme du texte ne suit pas les recommandations de Wikipédia : il faut le « wikifier ».
Les points d'amélioration suivants sont les cas les plus fréquents :
- Les titres sont pré-formatés par le logiciel. Ils ne sont ni en capitales, ni en gras.
- Le texte ne doit pas être écrit en capitales (les noms de famille non plus), ni en gras, ni en italique, ni en « petit »…
- Le gras n'est utilisé que pour surligner le titre de l'article dans l'introduction, une seule fois.
- L'italique est rarement utilisé : mots en langue étrangère, titres d'œuvres, noms de bateaux, etc.
- Les citations ne sont pas en italique mais en corps de texte normal. Elles sont entourées par des guillemets français : « et ».
- Les listes à puces sont à éviter, des paragraphes rédigés étant largement préférés. Les tableaux sont à réserver à la présentation de données structurées (résultats, etc.).
- Les appels de note de bas de page (petits chiffres en exposant, introduits par l'outil «  Source ») sont à placer entre la fin de phrase et le point final[comme ça].
- Les liens internes (vers d'autres articles de Wikipédia) sont à choisir avec parcimonie. Créez des liens vers des articles approfondissant le sujet. Les termes génériques sans rapport avec le sujet sont à éviter, ainsi que les répétitions de liens vers un même terme.
- Les liens externes sont à placer uniquement dans une section « Liens externes », à la fin de l'article. Ces liens sont à choisir avec parcimonie suivant les règles définies. Si un lien sert de source à l'article, son insertion dans le texte est à faire par les notes de bas de page.
- La présentation des références doit suivre les conventions bibliographiques. Il est recommandé d'utiliser les modèles {{Ouvrage}}, {{Chapitre}}, {{Article}}, {{Lien web}} et/ou {{Bibliographie}}. Le mode d'édition visuel peut mettre en forme automatiquement les références.
- Insérer une infobox (cadre d'informations à droite) n'est pas obligatoire pour parachever la mise en page.

Pour une aide détaillée, merci de consulter Aide:Wikification.
Si vous pensez que ces points ont été résolus, vous pouvez retirer ce bandeau et améliorer la mise en forme d'un autre article.
Pour les articles homonymes, voir Un meurtre sera commis le... (homonymie).
Un meurtre sera commis le... ((en) « A Murder is Announced ») est un téléfilm de la deuxième série télévisée britannique « Miss Marple », réalisé en 2004 par John Strickland, sur un scénario de Stewart Harcourt, d'après le roman « Un meurtre sera commis le... » d'Agatha Christie.
Ce téléfilm, qui constitue le 4e épisode de la série (4e épisode de la 1re saison), a été diffusé pour la première fois au Royaume-Uni le 2 janvier 2005 sur le réseau d'ITV.

## Synopsis
Les habitants de Chipping Cleghorn sont étonnés de lire une annonce dans le journal local selon laquelle un meurtre aura lieu le vendredi suivant à 19h30 à Little Paddocks, la maison de Letitia Blacklock. Un groupe se rassemble et à ce moment précis, les lumières s'éteignent et un jeune employé de l'hôtel, Rudi Schertz, est abattu. La police suppose qu'il avait placé l'annonce et l'avait planifiée comme un vol, mais pour Miss Marple, ce n'est pas si évident. Elle pense que le tueur était probablement l'une des personnes présentes dans la pièce. Lorsque deux des personnes présentes le soir du meurtre sont ensuite tuées, il appartient à Mlle Marple de démêler une série complexe de relations et de fausses identités, toutes centrées autour de Randall Goedler, un riche industriel décédé 10 ans plus tôt.

## Fiche technique
- Titre français  : Un meurtre sera commis le...
- Titre original  : (en) A Murder is Announced
- Réalisation : John Strickland
- Scénario : Stewart Harcourt, d'après le roman « Un meurtre sera commis le... » (1950) d'Agatha Christie
- Décors : Rob Harris
- Costumes : Phoebe De Gay
- Photographie : Cinders Forshaw
- Montage : Matthew Tabern
- Musique : Dominik Scherrer
- Production : Matthew Read
- Durée : 94 minutes
- Pays d'origine : Royaume-Uni
- Langue originale : Anglais
- Genre : Policier
- Ordre de la série : 4e épisode (4e épisode de la saison 1)
- Première diffusion :
  -  Royaume-Uni : 2 janvier 2005, sur le réseau d'ITV
  -  États-Unis : 2 janvier 2005
  -  Australie : 3 avril 2005

## Distribution
- Geraldine McEwan : Miss Marple
- Christian Coulson : Edmund Swettenham
- Cherie Lunghi : Sadie Swettenham
- Robert Pugh : colonel Easterbrook
- Keeley Hawes : Phillipa Haymes
- Zoë Wanamaker : Letitia Blacklock
- Claire Skinner : Amy Murgatroyd
- Frances Barber : Lizzie Hinchcliffe
- Elaine Paige : Dora Bunner
- Matthew Goode : Patrick Simmons
- Sienna Guillory : Julia Simmons
- Catherine Tate : Mitzi Kosinski
- Christian Rubeck (crédité Christian Pedersen) : Rudi Schertz
- Alexander Armstrong : inspecteur-détective Dermot Craddock
- Richard Dixon : Rowlandson
- Nicole Lewis : Myrna Harris
- Gerard Horan : sergent-détective Fletcher
- Lesley Nicol : infirmière McClelland
- Virginia McKenna : Belle Goedler
- Actrice non créditée : Mrs Finch
- Acteur non crédité : Johnnie
- Acteur non crédité : Edward Haymes
- Tarquin : le chien d'Easterbrook

## Commentaires

### Autre adaptation télévisuelle
- Ce téléfilm ne doit pas être confondu avec Un meurtre sera commis le..., téléfilm initialement diffusé, en 1985, dans le cadre de la première série télévisée titrée Miss Marple.